# Damias plagosus
Damias plagosus är en fjärilsart som beskrevs av Rothschild 1913. Damias plagosus ingår i släktet Damias och familjen björnspinnare. Inga underarter finns listade i Catalogue of Life.